# 1月26日 (旧暦)
旧暦1月26日は旧暦1月の26日目である。六曜は友引である。

## できごと
- 仁平元年（ユリウス暦1151年2月14日） - 災害のため久安から仁平に改元
- 文禄2年（グレゴリオ暦1593年2月27日） - 文禄・慶長の役・碧蹄館の戦い。朝鮮の碧蹄館周辺で小早川隆景、立花宗茂ら漢城駐留軍と李如松の明軍が戦い、日本側が勝利
- 慶長19年（グレゴリオ暦1614年3月6日） - キリシタン大名・高山右近が捕らえられる

## 誕生日
- 元治2年（グレゴリオ暦1865年2月21日） - 小川正孝、化学者（＋ 1930年）

## 忌日
- 弘化3年（グレゴリオ暦1846年2月21日） - 仁孝天皇、120代天皇（* 1800年）